# V390 Гидры
V390 Гидры (лат. V390 Hydrae) — двойная затменная переменная звезда типа Алголя (EA) в созвездии Гидры на расстоянии приблизительно 1523 световых лет (около 467 парсек) от Солнца. Видимая звёздная величина звезды — от +13,77m до +11,86m. Орбитальный период — около 1,0797 суток.
Открыта Арне А. Хенденом и Рональдом К. Стоуном в 1998 году*.

## Характеристики
Первый компонент — жёлто-белая звезда спектрального класса F0. Радиус — около 1,28 солнечного, светимость — около 3,444 солнечной. Эффективная температура — около 6653 K.